# Busque
Busque é uma comuna francesa na região administrativa de Occitânia, no departamento de Tarn. Estende-se por uma área de 8,38 km². Em 2010 a comuna tinha 752 habitantes (densidade: 89,7 hab./km²).